# Eulalia lanceolata
Eulalia lanceolata är en ringmaskart som beskrevs av Hartmann-Schröder 1981. Eulalia lanceolata ingår i släktet Eulalia och familjen Phyllodocidae. Inga underarter finns listade i Catalogue of Life.